# Muijs In Het Huis
Muijs in het Huis was een radioprogramma op 3FM dat werd gepresenteerd door Martijn Muijs. Het werd maandag tot en met vrijdag uitgezonden tussen 4.00 en 6.00 uur. Sinds september 2008 is het programma overgenomen door Domien Verschuuren en heet het programma Domien Is Wakker!. Martijn Muijs is nu niet meer te horen op 3FM.

## Vaste items
- Muijs-Mail: Rond 4.30 uur leest Martijn altijd de mailtjes voor die hij gekregen heeft van luisteraars
- Positiviteit: Elke dag belt Martijn met een krantenbezorger die hem dan het positieve nieuws geeft uit de krant van vandaag.
- Week-CD spel: Rond 5.45 speelt Martijn met een luisteraar een spel waarmee de week-cd gewonnen kan worden.